# 土佐丸
土佐丸（とさまる）は、日本国有鉄道四国総局宇高船舶管理部（宇高航路）に在籍した客載車両渡船。船名符字JQDH。
瀬戸丸型車載客船3隻の老朽取替えと、増え続ける貨客需要に対応すべく建造された、伊予丸型4隻の第2船で、三菱重工業下関造船所で1966年（昭和41年）3月30日竣工し、4月16日より就航した。同型船には伊予丸、阿波丸と讃岐丸（2代）がある。

## 概要

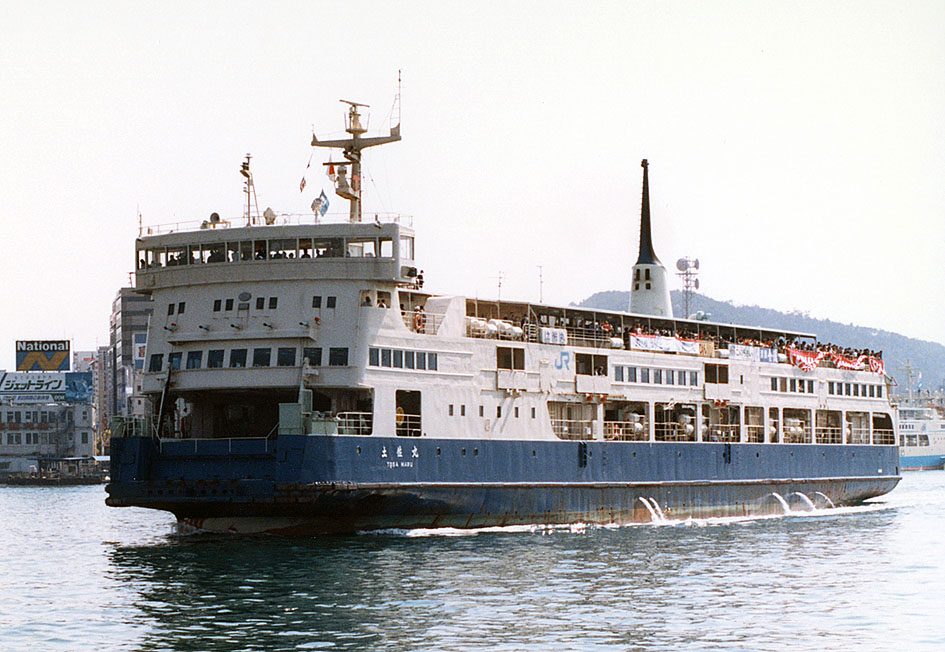
JR四国 宇高連絡船 土佐丸

伊予丸型は、全長が89.40mと大型化されたうえ、甲板室が船体全体にわたって設置されたため、旅客定員は1800名と大幅に増加した。車両は船首積みおろしで、船内の軌道は3線でワム換算で27両積載。航海速力15.25ノットで、宇野港 - 高松港間を60分で航行可能であった。
客室が2層構造となったことから、その上の操舵室は前級の初代讃岐丸より1層高いレベルとなり、また操舵室の全周にわたって窓が設置され、混雑する備讃瀬戸での360度の見張りが可能であった。操舵室の位置も初代讃岐丸より前方に設置され、係船ウインチや船首防波板の開閉、ヒーリングポンプの操作もここから行われた。このため、船首部を欠落したようなユニークな船形となった。
狭隘な港内における良好な操縦性確保と、潮流の速い海域における安定した針路維持を両立させるため、船首を横方向へ振るバウスラスターと、主軸回転数一定のまま操舵室からの翼角の遠隔操作のみで、前後進、速力調節が迅速にできる可変ピッチプロペラを2基装備し、各プロペラ直後に舵を配置する2枚舵を採用したのは伊予丸型の他船と同様であった。
出力2310馬力で回転数毎分600回転の主機械が2台、2軸で、主軸回転数を毎分250回転に落とすための減速機は流体継手付きのものを装備していた。
客室配置は伊予丸型の他船と同様で、客室は車両甲板の天井にあたる客室甲板とその上の遊歩甲板にあり、客室甲板では船首側の3分の1がグリーン船室で、2人掛けリクライニングシートが並び、大きな窓を配置して前方展望を確保した。中央部の3分の1と船尾側の3分の1の2部屋は普通船室で、リクライニングしない2人掛けシートが中央部では前向きに、船尾側では後ろ向きに設置されていた。
遊歩甲板には、周囲を大型ガラス窓で囲った展望室があり、船首側3分の1はソファーのあるグリーンスペース、船尾側3分の2はベンチを置いた普通スペースで、喫茶コーナーを兼ねた売店も設けられていた。両舷側には廊下状の遊歩甲板、船尾部には広々した露天甲板で、立ち食いのうどん屋があった。
船体下部は「土佐の黒潮」を表す紺色に塗られていた。当初の船籍地は国鉄本社所在地の東京であったが、1987年4月1日の四国旅客鉄道の発足に伴い移籍し、船籍地も本社所在地の高松に移した。1988年の瀬戸大橋線開通による宇高航路普通便の廃止により、同年中に常石造船に売却、改装されて当時国内最大規模(資料により5,167t) のレストランクルーズ船「サウンズ・オブ・セト」（後述）に大改造された。

## サウンズ・オブ・セト

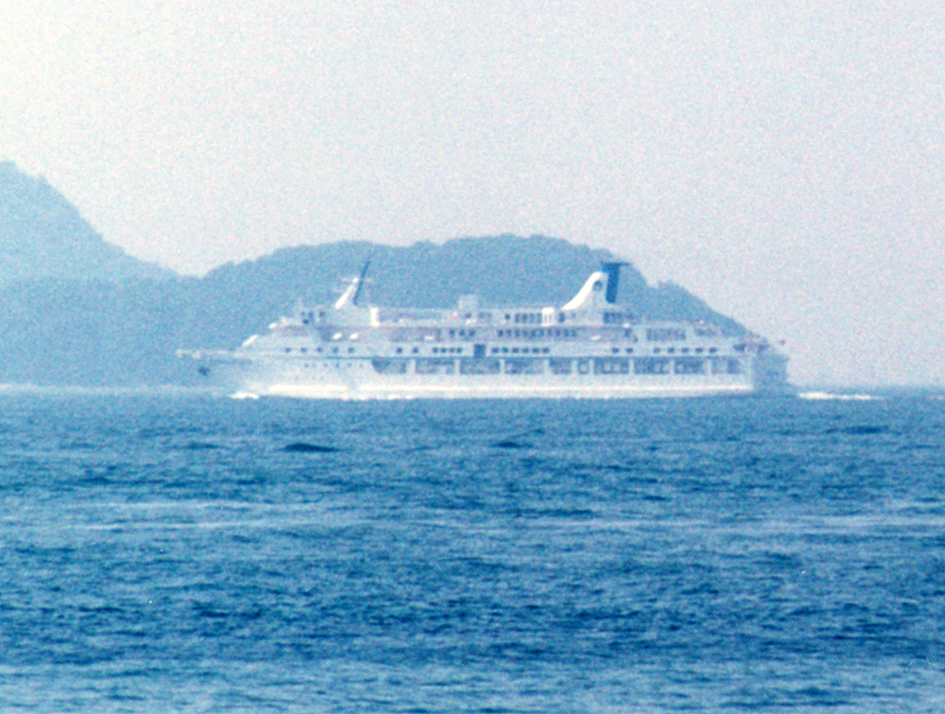
サウンズ・オブ・セト（元JR四国 宇高連絡船 土佐丸）

1989年4月30日より、常石造船子会社「アイランドクルーズライン」により運航を開始。「しまなみロマンチッククルージング」のサービス名で、当初はマリンパーク境ガ浜を拠点に瀬戸内海の島々を巡り塩飽諸島の与島を結ぶ航路であった。
しかし発地は尾道市・福山市双方の中心街から遠く、途中の道路も全般に渡って狭く、特に観光バスが簡単にいける場所でなかったため、集客が難しかった。そこで 尾道西御所岸壁を出港し境ガ浜を経由、多々羅大橋の下をくぐりしまなみ海道をめぐり尾道へと帰港する航路となった。船上映画館にて尾道を舞台とした映画「あの、夏の日」を先行公開（1999年5月2日）したりもしている。その後尾道からの航路も客足が伸びず、チャータークルーズとして全国にかり出されるようになる。
1995年の阪神・淡路大震災の際には、常石造船の子会社・甲子園高速フェリーとの関係から救済に向かうこととなり、津名港（淡路島）に停泊し避難宿泊施設として使用（宿泊者延べ500人、入浴利用者5,000人）された。
1999年10月に営業停止。2000年10月にインドネシアに売却された。
改装後の要目
- 総トン数：5,059トン
- 全長：96.8m
- 全幅：15.8m
- 喫水：3.7m
- 旅客定員：881名[1]
- 乗組員：57名
- 主機：4サイクル単動トタンクピストン排気ターボ過給機付ディーゼル機関　三井B&w1426MTBF-40V 2,310ps×2基
- 航海速力：15.2kt

船内
- F甲板
  - サンデッキ
  - トップラウンジ「サザン・ウィンズ」（定員48名）
- E甲板
  - ピアノラウンジ「ムーンライト」（定員90名）
  - サンデッキ
- D甲板
  - 多目的ホール「ラ・メール」（定員400名）
  - レストラン「シンシア」（定員36名）
  - アートギャラリー
  - スナックプラザ「アイランド・カフェ」（定員146名）
- C甲板
  - 案内所
  - 和室「仙酔」「弁天」「祇園」（定員計300名）
- B甲板
  - ディスコティック「ザ・カーニバル」
  - ショッピングプラザ
  - 大浴場・サウナ「ヘルススパ」